# Maclaudhoefijzerneus
De maclaudhoefijzerneus (Rhinolophus maclaudi)  is een zoogdier uit de familie van de hoefijzerneuzen (Rhinolophidae). De wetenschappelijke naam van de soort werd voor het eerst geldig gepubliceerd door Pousargues in 1897.